# Souk El Ahed
Souk El Ahed o Souk El Ahad (àrab: سوق الأحد, Sūq al-Aḥad) és una petita ciutat de Tunísia a la governació de Kébili, situada uns 11 km al nord-oest de Kébili. La ciutat té uns 1.000 habitants. Tal com el seu nom indica, que significa ‘mercat del diumenge’, és el centre de comerç a la seva banda del llac salat de Chott El Djerid. Des que s'acaba el xot fins a arribar a Kébili, a uns 30 km, les petites viles rurals se succeeixen de forma que estan quasi a tocar una de l'altra, totes amb un nombre reduït d'habitants, però formant en conjunt una municipalitat de més de 19.000 habitants. Souk El Ahed no és la més gran, però és capçalera d'una delegació amb 20.950 habitants molt dispersos en nombrosos nuclis; la delegació arriba al nord fins al Chott El Fedjaj.

## Administració
És el centre de la delegació o mutamadiyya homònima, amb codi geogràfic 63 53 (ISO 3166-2:TN-12), dividida en set sectors o imades:
- El Menchia (63 53 51)
- Bou Abdellah (63 53 52)
- Oum Essoumâa (63 53 53)
- Ezzaouaïa (63 53 54)
- Bèchri (63 53 55)
- Fatnassa (63 53 56)
- Negga (63 53 57)

Al mateix temps, forma una municipalitat o baladiyya (codi geogràfic 63 15).